# Gerichtsorganisationsgesetz (Hessen)
Das Gerichtsorganisationsgesetz vom 8. Februar 1961 regelt die Organisation der ordentlichen Gerichtsbarkeit in Hessen. In der Anlage zu diesem Gesetz wird die Zugehörigkeit der jeweiligen hessischen Gemeinden zu den Gerichtsbezirken festgelegt.

## Vorgeschichte
Erste Vorläufer waren die Gerichtsorganisationsgesetze des Großherzogtums Hessen von 1821 und 1853 mit denen folgende ordentliche Gerichte geschaffen wurden:
- Provinz Starkenburg: Stadtgericht Darmstadt, Landgericht Darmstadt, Landgericht Lorsch, Landgericht Zwingenberg, Landgericht Großgerau, Landgericht Langen, Landgericht Steinheim, Landgericht Umstadt, Landgericht Lichtenberg, Landgericht Fürth, Landgericht Hirschhorn, Landgericht Wimpfen
- Provinz Oberhessen: Stadtgericht Gießen, Landgericht Gießen, Landgericht Vöhl, Landgericht Biedenkopf, Landgericht Gladenbach, Landgericht Friedberg, Landgericht Großkarben, Landgericht Nidda, Landgericht Ortenberg, Landgericht Schotten, Landgericht Grünberg, Landgericht Homberg an der Ohm, Landgericht Alsfeld, Landgericht Lauterbach, Landgericht Altenschlirf, Landgericht Schlitz

Siehe auch
- Liste der Gerichte im Großherzogtum Hessen
- Gerichtsverfassung des Großherzogtums Hessen
- Liste historischer Gerichte im Bundesland Hessen

## Ältere Fassungen von 1961, 1968 und 1976
Als Sitz des hessischen Oberlandesgerichts wurde Frankfurt am Main bestimmt. Als Sitze der neun hessischen bis heute bestehenden Landgerichte wurden festgelegt:
1. Darmstadt
2. Frankfurt am Main
3. Fulda
4. Gießen
5. Hanau
6. Kassel
7. Limburg an der Lahn
8. Marburg an der Lahn
9. Wiesbaden

Die Bezirke der Landgerichte wurden aus folgenden Amtsgerichtsbezirken gebildet:
1. Der Bezirk des Landgerichts Darmstadt aus den Bezirken der Amtsgerichte Beerfelden (aufgehoben am 1. Juli 1968[4]), Bensheim, Darmstadt, Dieburg, Fürth, Groß-Gerau, Groß-Umstadt (aufgehoben am 1. Juli 1968[4]), Hirschhorn (Neckar) (aufgehoben am 1. Juli 1968[4]), Höchst im Odenwald (aufgehoben am 1. Juli 1968[4]), Lampertheim, Langen, Michelstadt, Offenbach am Main, Reichelsheim im Odenwald (aufgehoben am 1. Juli 1968[4]), Reinheim (aufgehoben am 1. Juli 1968[4]), Rüsselsheim (begründet am 1. Juni 1976[5]), Seligenstadt und Wald-Michelbach (aufgehoben am 1. Juli 1968[4]).
2. Der Bezirk des Landgerichts Frankfurt am Main aus den Bezirken der Amtsgerichte Frankfurt am Main, Bad Homburg v. d. Höhe, Königstein im Taunus, Bad Vilbel (aufgelöst am 1. Januar 2005[6]) und Usingen.
3. Der Bezirk des Landgerichts Fulda aus den Bezirken der Amtsgerichte Fulda, Bad Hersfeld, Hünfeld und Lauterbach (aufgelöst am 1. Januar 2005[6]).
4. Der Bezirk des Landgerichts Gießen aus den Bezirken der Amtsgerichte Alsfeld, Büdingen, Butzbach (aufgelöst am 1. Januar 2005[6]), Friedberg, Gießen, Grünberg (aufgehoben am 1. Juli 1968[4]), Homberg (Ohm) (aufgehoben am 1. Juli 1968[4]), Laubach (aufgehoben am 1. Juli 1968[4]), Bad Nauheim (aufgehoben am 1. Juli 1968[4]), Nidda, Ortenberg (aufgehoben am 1. Juli 1968[4]) und Schotten (aufgehoben am 1. Juli 1968[4]).
5. Der Bezirk des Landgerichts Hanau am Main aus den Bezirken der Amtsgerichte Gelnhausen, Hanau am Main, Langenselbold (aufgehoben am 1. Juli 1968[4]), Bad Orb (aufgehoben am 1. Juli 1968[4]), Salmünster (aufgehoben am 1. Juli 1968[4]), Schlüchtern, Steinau (aufgehoben am 1. Juli 1968[4]) und Wächtersbach (aufgehoben am 1. Juli 1968[4]).
6. Der Bezirk des Landgerichts Kassel aus den Bezirken der Amtsgerichte Arolsen, Eschwege, Fritzlar, Hofgeismar (aufgelöst am 1. Januar 2005[6]), Karlshafen (aufgehoben am 1. Juli 1968[4]), Kassel, Korbach, Melsungen, Rotenburg an der Fulda, Sontra (aufgehoben am 1. Juni 1976[5]), Bad Wildungen (aufgelöst am 1. Januar 2005[6]), Witzenhausen (aufgelöst am 1. Januar 2005[6]) und Wolfhagen (aufgelöst am 1. Januar 2005[6]).
7. Der Bezirk des Landgerichts Limburg an der Lahn aus den Bezirken der Amtsgerichte Braunfels (aufgehoben am 1. Juli 1968[4]), Dillenburg, Ehringshausen (aufgehoben am 1. Juli 1968[4]), Hadamar (aufgehoben am 1. Januar 2005[6]), Herborn (aufgelöst am 1. Januar 2005[6]), Limburg an der Lahn, Runkel (aufgehoben am 1. Juli 1968[4]), Weilburg und Wetzlar.
8. Der Bezirk des Landgerichts Marburg an der Lahn aus den Bezirken der Amtsgerichte Biedenkopf, Borken (Bezirk Kassel) (aufgehoben am 1. Juli 1968[4]), Frankenberg (Eder), Gladenbach (aufgehoben am 1. Juli 1968[4]), Amtsgericht Homberg an der Ohm, Kirchhain, Marburg an der Lahn, Neukirchen (aufgehoben am 1. Juli 1968[4]) und Treysa (am 1. Dezember 1971 umbenannt in Amtsgericht Schwalmstadt[7]).
9. Der Bezirk des Landgerichts Wiesbaden aus den Bezirken der Amtsgerichte Eltville am Rhein (aufgelöst am 1. Januar 2005[6]), Hochheim am Main (aufgelöst am 1. Januar 2005[6]), Idstein, Rüdesheim am Rhein, Bad Schwalbach und Wiesbaden.

## Fassung von 2005
In der Fassung vom 11. Februar 2005 gestaltete sich die Aufteilung der Amtsgerichte auf die einzelnen Landgerichtsbezirke wie folgt:
1. Der Bezirk des Landgerichts Darmstadt wird gebildet aus den Bezirken der Amtsgerichte Bensheim, Darmstadt, Dieburg, Fürth, Groß-Gerau, Lampertheim, Langen (Hessen), Michelstadt, Offenbach am Main, Rüsselsheim und Seligenstadt.
2. Der Bezirk des Landgerichts Frankfurt am Main wird gebildet aus den Bezirken der Amtsgerichte Frankfurt am Main, Bad Homburg v. d. Höhe, Königstein im Taunus und Usingen (aufgehoben am 1. Januar 2012[8]).
3. Der Bezirk des Landgerichts Fulda wird gebildet aus den Bezirken der Amtsgerichte Fulda, Bad Hersfeld, Hünfeld und Rotenburg an der Fulda (aufgehoben am 1. Januar 2012[8]).
4. Der Bezirk des Landgerichts Gießen wird gebildet aus den Bezirken der Amtsgerichte Alsfeld, Büdingen, Friedberg (Hessen), Gießen und Nidda (aufgehoben am 1. Januar 2012[8]).
5. Der Bezirk des Landgerichts Hanau wird gebildet aus den Bezirken der Amtsgerichte Gelnhausen, Hanau und Schlüchtern (aufgehoben am 1. Januar 2012[8]).
6. Der Bezirk des Landgerichts Kassel wird gebildet aus den Bezirken der Amtsgerichte Bad Arolsen (aufgehoben am 1. Januar 2012[8]), Eschwege, Fritzlar, Kassel, Korbach und Melsungen.
7. Der Bezirk des Landgerichts Limburg an der Lahn wird gebildet aus den Bezirken der Amtsgerichte Dillenburg, Limburg an der Lahn, Weilburg und Wetzlar.
8. Der Bezirk des Landgerichts Marburg wird gebildet aus den Bezirken der Amtsgerichte Biedenkopf, Frankenberg (Eder), Kirchhain, Marburg, und Schwalmstadt.
9. Der Bezirk des Landgerichts Wiesbaden wird gebildet aus den Bezirken der Amtsgerichte Idstein, Rüdesheim am Rhein, Bad Schwalbach und Wiesbaden.